# Lepidiota brunnea
Lepidiota brunnea är en skalbaggsart som beskrevs av Moser 1913. Lepidiota brunnea ingår i släktet Lepidiota och familjen Melolonthidae. Inga underarter finns listade i Catalogue of Life.